# Stipa torquata
Stipa torquata är en gräsart som beskrevs av Carlos Luis Spegazzini. Stipa torquata ingår i släktet fjädergrässläktet, och familjen gräs. Inga underarter finns listade i Catalogue of Life.